# 上緒方村
上緒方村（かみおがたむら）は、大分県大野郡にあった村。現在の豊後大野市の一部にあたる。

## 地理
緒方川支流・十角川の右岸から徳田川上流にいたる間に位置していた。

## 歴史
- 1889年（明治22年）4月1日、町村制の施行により、大野郡柚木村、上冬原村、上年野村、徳田村、下徳田村、冬原村、木野村、大石村、中野村が合併して村制施行し、長谷川村が発足[1][2]。旧村名を継承した柚木、上冬原、上年野、徳田、下徳田、冬原、木野、大石、中野の9大字を編成[2]。大字徳田字小松迫下に役場を設置[3]。
- 1927年（昭和2年）大字徳田字鶴に役場庁舎を改築移転[3]。
- 1948年（昭和23年）以降、外地引揚者・戦災失業者授産の未開墾地入植が進められた[2]。
- 1955年（昭和30年）1月1日、大野郡緒方町、長谷川村、小富士村と合併し、緒方町が存続して廃止された[1][2]。

## 産業
- 農業